# Władysław Smereka
Władysław Smereka (* 9. Juni 1907 in Sussidowytschi; † 30. August 1983 in Leszno) war ein polnischer katholischer Priester, Theologe, Bibelübersetzer und Präsident der polnischen Theologischen Gesellschaft in Krakau.

## Leben
Er besuchte bis 1926 die Mittelschule in Sambor und danach das Priesterseminar in Lemberg. Er wurde am 28. Juni 1931 ordiniert und arbeitete bis 1933 als Vikar und Katechet in Horodenka, 1933–1934 in Sokolniki und bis 1939 in einer Pfarrgemeinde in Lemberg. In den Jahren 1937–1939 war er gleichzeitig Dozent für Neues Testament an der theologischen Fakultät der Universität John Kazimierz. Für diese Stellung qualifizierte er sich mit einer Arbeit über die früheste Legende über die Mutter Gottes. Während des Zweiten Weltkrieges arbeitete er als Priester in Białogórze (1939–1940), Chotowa (1940–1942) und Ujanowice (1942–1945). Im Juli 1945 ging er nach Breslau. In den Jahren 1946–1947 war er Administrator der Gemeinde in Gawłów. In den Jahren 1946–1948 war er Sekretär der polnischen theologischen Gesellschaft in Krakau, von 1947 an unterrichtete er Theologie des Alten und Neuen Testaments, Griechisch und Hebräisch sowie biblische Archäologie an der theologischen Fakultät der Jagiellonen-Universität in Krakau als Assistent (1947–1952) und stellvertretender Professor (1952–1953). 1953 wollte er sich mit einer Arbeit über den Verlauf des Prozesses gegen Jesus von Nazareth habilitieren, die Habilitation wurde aber von den staatlichen Behörden nicht genehmigt. Nach der Auflösung der theologischen Fakultät war er Dozent für Exegese des Neuen Testaments an der päpstlichen Fakultät für Theologie in Krakau. 1963 außerordentlicher Professor, 1973 ordentlicher Professor. In den Jahren 1960–1962 und 1966–1973 war er Präsident der polnischen theologischen Gesellschaft in Krakau. Seit 1966 befasste sich Smereka mit der Edition einer Faksimileausgabe der Übersetzung des Neuen Testaments von Jakub Wujek aus dem Jahr 1593 und begleitete diese Arbeit mit umfangreichen philologischen Untersuchungen. Smerekas Vorarbeiten zu einer Faksimile-Ausgabe der Leopolita-Bibel wurden durch seinen Tod unterbrochen. Sie waren aber die erste Anregung und Vorarbeit zum Projekt der Biblia Slavica.